# Gaku Inaba
Gaku Inaba (japanisch 稲葉 楽 Inaba Gaku; * 27. April 2002 in der Präfektur Osaka) ist ein japanischer Fußballspieler.

## Karriere
Gaku Inaba erlernte das Fußballspielen in der Schulmannschaft der Fujieda Higashi High School. Seinen ersten Profivertrag unterschrieb er am 1. Februar 2021 bei Zweigen Kanazawa. Der Verein aus Kanazawa, einer Stadt in der Präfektur Ishikawa, spielte in der zweiten japanischen Liga. Sein Profidebüt gab Gaku Inaba am 3. Juli 2021 (14. Spieltag) im Heimspiel gegen den FC Ryūkyū. Hier stand in der Startelf und spielte die kompletten 90 Minuten. Ryūkyū gewann das Spiel mit 2:1. Zu Beginn der Saison 2023 wechselte er auf Leihbasis zum Viertligisten ReinMeer Aomori FC. Hier bestritt er vier Ligaspiele. Nach der Ausleihe wurde er im Februar 2024 von ReinMeer fest unter Vertrag genommen. 2024 bestritt er vier Ligaspiele. Im Februar 2025 zog es ihn nach Australien. Hier unterschrieb er in Melbourne einen Vertrag beim Dandenong City SC. Der Verein spielt ein der höchsten Spielklasse von Victoria, der Victorian Premier League.